# A913 road
Die A913 road ist eine A-Straße in den schottischen Council Areas Fife und Perth and Kinross.

## Verlauf
Die Straße beginnt als Abzweig von der A91 (Bannockburn–St Andrews) am Westrand von Cupar in Fife. Sie führt in nordwestlicher Richtung durch eine dünnbesiedelte Region von Fife. Nach rund sechs Kilometern quert die A913 die A92 (Dunfermline–Stonehaven) und dreht sukzessive nach Westen ab. Nachdem die Straße bisher nur einzelne Gehöfte an das Straßennetz angebunden hat, erreicht sie mit Lindores am Lindores Loch die erste Ortschaft auf ihrem Verlauf.
3,5 km weiter nordwestlich bildet die A913 die Hauptverkehrsstraße der Ortschaft Newburgh. Die Grenze zwischen Fife und Perth and Kinross querend führt die Straße durch die Ortschaften Abernethy und Aberargie, bevor sie 200 m westlich nach einer Gesamtstrecke von 24,6 km in die A912 (Perth–Muirhead) einmündet.